# Hedlund (motocicleta)
Hedlund fou un fabricant suec de motors destinats principalment a motocicletes de motocròs i sidecarcross. Fundada el 1955 per Nils-Olov ("Nisse") Hedlund, enginyer de motors i antic pilot de motociclisme de velocitat, l'empresa va fabricar també motocicletes de motocròs senceres a petita escala, inicialment amb la marca NH (les inicials del fundador).
Nisse Hedlund havia treballat per a l'empresa d'enginyeria Endfors & Sons, on va millorar considerablement el rendiment del motor Albin de quatre temps que utilitzaren després diversos fabricants suecs als seus models de motocròs de 500cc, entre ells Monark i Lito. Els motors suecs Albin es basaven en uns de la marca anglesa Sturmey-Archer que es varen modificar a partir de la dècada del 1930 i que es varen fer servir després per a les motocicletes de l'exèrcit suec. De cara al 1960, Husqvarna, desitjant de participar amb garanties al mundial de motocròs, va encarregar a Nisse Hedlund que construís els seus motors. La firma contractà com a pilots a Bill Nilsson i Rolf Tibblin, per als quals es construïren dues motos amb els motors Albin millorats per Hedlund. Aquell any, Nilsson guanyà el mundial amb la Husqvarna, davant de Sten Lundin amb la Monark i de Tibblin amb l'altra Husqvarna, tots tres doncs amb motors Albin.
De les Husqvarna oficials de 1960 només se'n van fabricar tres unitats, però l'èxit de la marca al mundial va fer que l'empresa en rebés moltes comandes. Com que aleshores, Husqvarna encara no tenia intenció de fabricar motocicletes de motocròs en sèrie, va permetre que Nisse Hedlund se'n fes càrrec. L'enginyer va produir deu rèpliques de la Husqvarna de Bill Nilsson per a la temporada de 1961, construint ell mateix els xassissos i els motors (la resta de components, els va comprar a diversos fabricants). Per a la temporada de 1962, en va produir sis unitats més. Actualment, d'aquelles 16 motos només se'n conserven 3.
El 1963, Hedlund va construir una motocicleta equipada amb motor de quatre temps amb arbre de lleves al cap per a Rolf Tibblin, qui hi va acabar segon al mundial la temporada següent, 1964. El 1979, Hedlund va construir un reeixit motor bicilíndric en V de 990 cc per a sidecarcross. L'empresa va plegar el 1987.

El principal rival de Rolf Tibblin durant la temporada de 1964, i qui acabà guanyant el mundial, fou Jeff Smith. En una ocasió, l'anglès va declarar: 
| «            | L'home que va dissenyar i construir la muntura de Tibblin per al campionat de 1964 era Nils Hedlund. Fou realment l'última gran màquina de motocròs abans que els dos temps arrambessin amb tot. Calia un home fort i en forma per a heure-se-les amb una màquina semblant i Tibblin era l'home per a fer-ho. | » |
| — Jeff Smith | |   |